# Krivi Del
Krivi Del (cirill betűkkel Криви Дел) egy falu Szerbiában, a Jablanicai körzetben, Crna Trava községben.

## Népesség
- 1948-ban 766 lakosa volt.
- 1953-ban 772 lakosa volt.
- 1961-ben 766 lakosa volt.
- 1971-ben 603 lakosa volt.
- 1981-ben 384 lakosa volt.
- 1991-ben 277 lakosa volt
- 2002-ben 198 lakosa volt,[1] akik közül 195 szerb (98,48%), 1 ismeretlen.[2]